# Somali National Television
Somali National Television, conosciuta anche con l'acronimo SNTV (somalo: Telefishinka Qaranka Soomaaliyeed), è l'ente televisivo pubblico nonché rete televisiva nazionale della Somalia. Trasmette da Mogadiscio in somalo e in inglese. È il principale, ma non l'unico, servizio pubblico nel Paese.

## Storia
Il primo servizio regolare di televisione in Somalia iniziò il 17 agosto 1983 grazie a finanziamenti ottenuti da Kuwait ed Emirati Arabi Uniti. Il canale trasmetteva in somalo e in arabo, all'inizio per sole 2 ore al giorno, con l'eccezione del venerdì e dei giorni festivi, nei quali le ore erano 3; cessò le sue attività dopo lo scoppio della guerra civile e la caduta del dittatore Mohammed Siad Barre nel 1991, che portarono a una dispersione dei poteri tra i signori della guerra e le milizie islamiste a detrimento del Governo nazionale di transizione.
Il 18 marzo 2011 il Ministero dell'informazione del Governo federale di transizione dette il via alla ripresa delle trasmissioni del canale televisivo, anche se a titolo sperimentale. 
L'inaugurazione ufficiale fu tenuta qualche giorno dopo, il 4 aprile, in presenza del Presidente della Repubblica Sharif Sheikh Ahmed, che vide in questo evento «un giorno storico per il popolo somalo».
La televisione somala trasmette 24 ore su 24, sia via terrestre in una piccola parte del Paese, che via satellite nelle numerose zone d'ombra e all'estero.
Ha sede a Mogadiscio e dipende dal Governo di transizione, sotto la tutela del Ministero dell'informazione, delle poste e delle telecomunicazioni.
Il suo palinsesto è essenzialmente composto da telegiornali, magazine, dibattiti e programmi politici, che permettono al governo di contrastare la propaganda delle milizie di Al-Shabaab, che dispongono dei due canali televisivi GBC e Al-Kata'ib. L'antenna offre anche musica e programmi religiosi (letture e commentari del Corano, e preghiere).

## Servizi

### Televisione
| Nome                       | Sede       | Тipo        | Lancio | Lingua          |
| -------------------------- | ---------- | ----------- | ------ | --------------- |
| Somali National Television | Mogadiscio | generalista | 1983   | somalo, inglese |

## Ricezione

### Terrestre
Somali National Television trasmette in standard PAL.

### Satellite[9]
| Satellite          | Thaicom 6                  | SES 5                      |
| Posizione orbitale | 78.5° E                    | 5.0° E                     |
| Canali             | Somali National Television | Somali National Television |
| Frequenza          | 4053 H                     | 11862 V                    |
| SR                 | 21666                      | 27500                      |
| FEC                | 3/4                        | 3/4                        |
| Modulazione        |                            | QPSK                       |

### Streaming
Somali National Television in streaming